# 封諝
封諝（？—184年），东汉宦官，官至中常侍，作為黃巾之亂內應事洩而被殺。

## 生平
张角宣称：“苍天已死，黄天当立，岁在甲子，天下大吉。”计划由大方马元义等先集结荆州、扬州的党徒数万人，按期会合，在邺城起事。马元义多次到洛阳，以封諝、徐奉等人为内应，约定于光和七年（184年）的三月五日，京城内外同时发动。张角的弟子济南人唐周上书告密。于是，朝廷逮捕了马元义，在洛阳将他车裂。封諝、徐奉同时被杀。因此汉灵帝斥责诸位常侍说：“你们常说党人图谋不轨，将他们全都禁锢，有人甚至被杀。现在党人为国家出力，你们反与张角勾结，该不该斩？”宦官叩头说：“都是王甫、侯览所为。”

在中平五年（188年）大將軍何進彈劾董太后時，奏章中還有出現封諝的名字。

《三国演义》也将封諝作为十常侍之一。

### 腳註
1. ↑  參見《後漢書》〈宦者列傳〉：「而讓等實多與張角交通。後中常侍封諝、徐奉事獨發覺坐誅，帝因怒詰讓等曰：「汝曹常言黨人欲為不軌，皆令禁錮，或有伏誅。今黨人更為國用，汝曹反與張角通，為可斬未？」皆叩頭云：「故中常侍王甫、侯覽所為。」帝乃止。」
2. ↑  參考《後漢書》〈皇后紀下〉：「進與三公及弟車騎將軍苗等奏：「孝仁皇后使故中常侍夏惲、永樂太僕封諝等交通州郡，辜較在所珍寶貨賂，悉入西省。蕃后故事不得留京師，輿服有章，膳羞有品。請永樂后遷宮本國。」奏可。」